# 上海飞机制造
上海飞机制造有限公司（简称上飞）是隶属中国商用飞机有限责任公司的飞机总装制造厂，曾設于上海北部的大場機場，目前已全面轉移至浦東國際機場以南的生產線。

## 历史
1950年9月1日，中华人民共和国航空部门在上海成立飞机修理队，1952年更名为521厂，后发展成上海飞机制造厂（又名国营第5703厂）。
於1970-80年代，上飛開始負責研製第一款國產幹線客機（運-10），但最後因撥款及技術問題而無法量產。及後，上飛再與麦克唐纳-道格拉斯公司合作，代工生產MD-80系列客機。
1999年，隨著中航工業分拆，上飛曾一度分拆至中国航空工业第一集团，再於2003年併入一航屬下的西安飞机工业集团，直至2008年一航及二航再度合併為止。
2009年6月6日，上海飞机制造厂改制为上海飞机制造有限公司，並連同資產售予中國商飛，以換取中航工業在中國商飛的26.35%持股。及後，上海飞机制造有限公司成為中国商飞的总装制造中心。
2021年1月20日，隨著最後一架在大場組裝的ARJ21下線，上飛生產線完全轉移至浦東廠房，以配合大場機場搬遷。

## 產品
- 民航機
  - 運-10
  - 麦道MD-82/83
  - 麦道MD-90
  - 中國商飛C909
  - 中國商飛C919
- 飛機零部件
  - 波音737新世代水平安定尾翼
  - 空中巴士A320貨艙艙門